# Pittefaux
Pittefaux (Nederlands: Pitesveld) is een gemeente in het Franse departement Pas-de-Calais (regio Hauts-de-France) en telt 121 inwoners (2009). De plaats maakt deel uit van het arrondissement Boulogne-sur-Mer.
In een ver verleden had het dorp een Vlaamsklinkende naam; in de 12e eeuw werd Pitesfelt (Pitesveld) geschreven; de huidige naam is daarvan een Franse vervorming.

## Geografie
De oppervlakte van Pittefaux bedraagt 2,4 km², de bevolkingsdichtheid is dus 50,4 inwoners per km².
De onderstaande kaart toont de ligging van Pittefaux met de belangrijkste infrastructuur en aangrenzende gemeenten.

## Demografie
Onderstaande figuur toont het verloop van het inwonertal (bron: INSEE-tellingen).

## Bezienswaardigheden
- De L’Eglise Saint Louis, (Roi de Pittefaux) werd gebouwd in 1882 op verzoek van de gravin van Béthune (Charlotte Henriette Louise "Juliette" de Vassinhac d'Imecourt, 1819-1897) ter nagedachtenis van haar echtgenoot Charles de Béthune-Sully ( Charles-Louis Marie François de Béthune Sully, 1812-1871) en hun dochter Joséphine (1848-1864)die op 17-jarige leeftijd was overleden. de Béthune-Sully (1847-1864). Het ontwerp was van de architecten E. Duthoit en B. de Pierremont, de klok dateert uit 1767 en was afkomstig van de eerdere kerk uit de 17e eeuw.
- Monument voor de gevallenen van de Eerste Wereldoorlog (1914-1918), het ontwerp is van A. Gavrel de Rinxent (beeldhouwer), opgericht in 1923.
- Chateau de Souverain-Moulin, het kasteel werd tussen 1624 en 1645 voor Philippe de Crequy gebouwd. In de Napoleontische tijd werd er een legerhospitaal in gevestigd. Charles de Béthune-Sully liet er in de periode 1843-1847 een extra verdieping op bouwen. In de Tweede Wereldoorlog werd het kasteel bezet door het Duitse leger die er een opslag tegen de gevel lieten bouwen die later weer is verwijderd. Het kasteel is nu (2021) in perfecte staat, het wordt omgeven door park, het hoofdgebouw is omgeven door een vijver en er is een uitgebreid stallencomplex[2].
- Het manoir Le Lucquet gebouwd door Antoine Le Camus, was van ~1477-1744 eigendom van de familie Le Camus. De sluitstenen van de hoofdingang zijn gedateerd 1643, 1645 en boven een deur van het huis staat "anno 1713". In werd het landgoed verkocht aan Claude Louis, heer van Surcamp, luitenant in de sénechaussée. Het herenhuis behoorde in 1925 toe aan Madame la comtesse d'Hinnisdal, geboren Béthune-Sully.

## Afbeeldingen

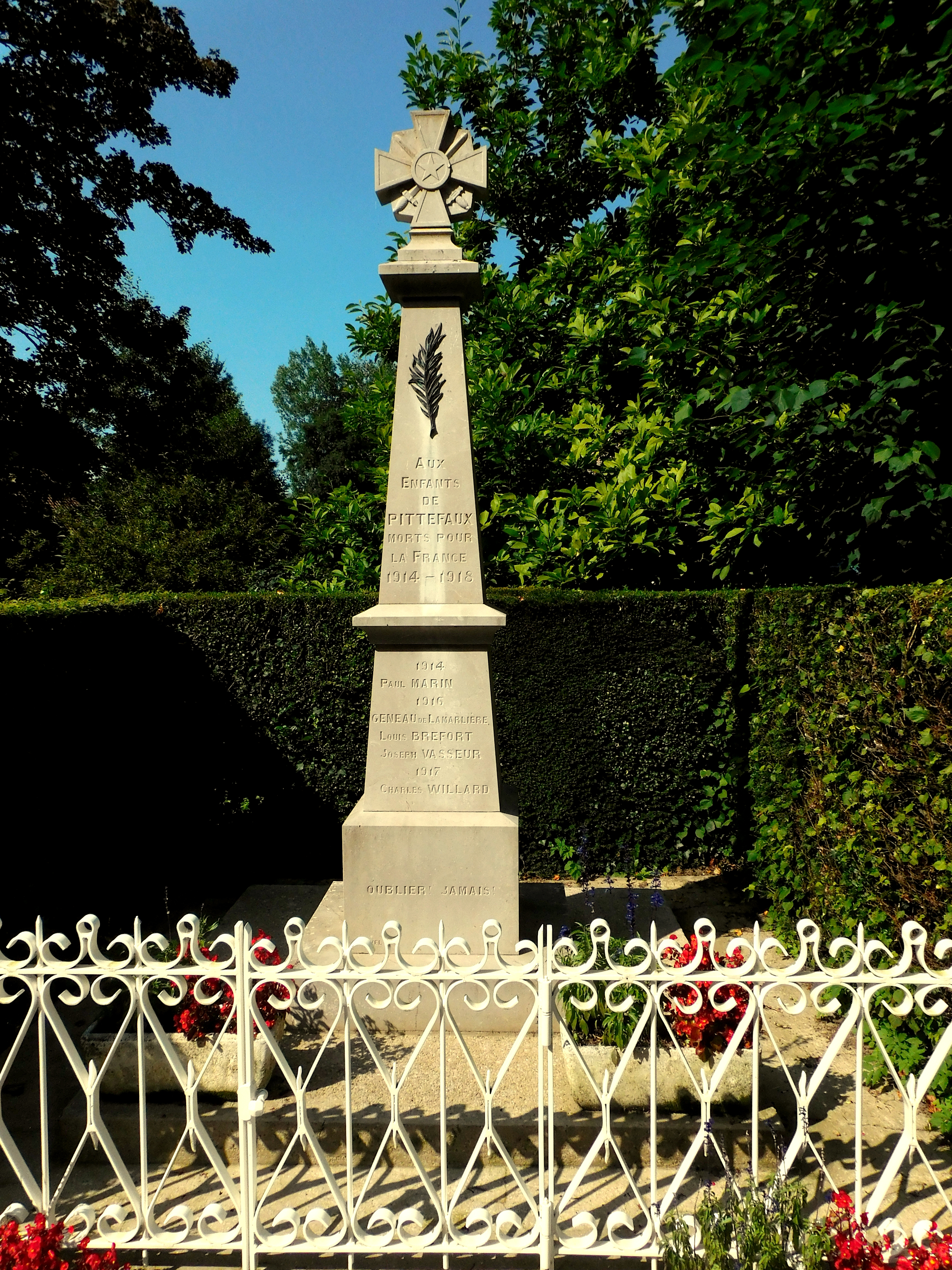
monument Eerste Wereldoorlog
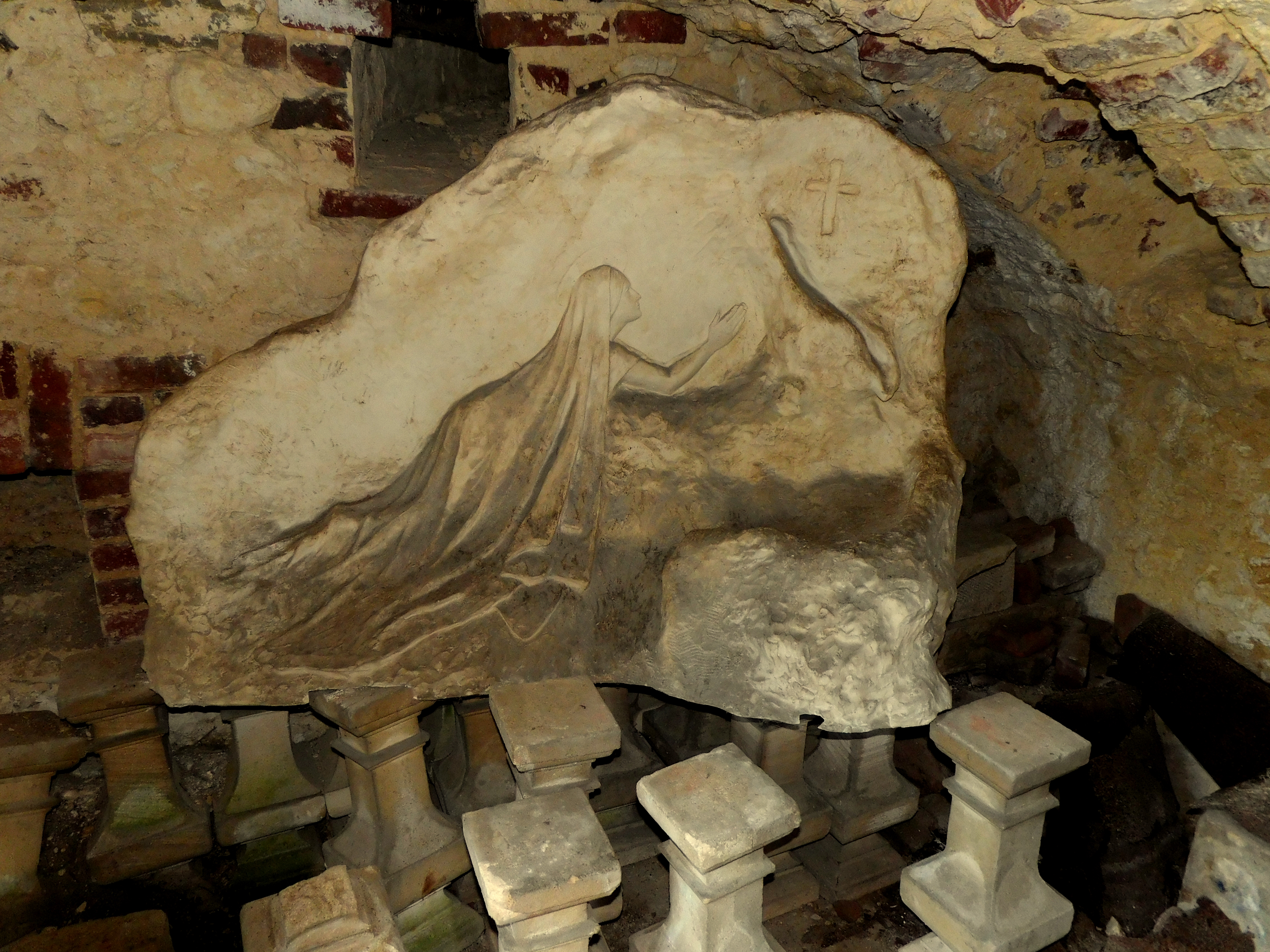
Chapelle Saint Lois, beeld uit oude kerk van 1714
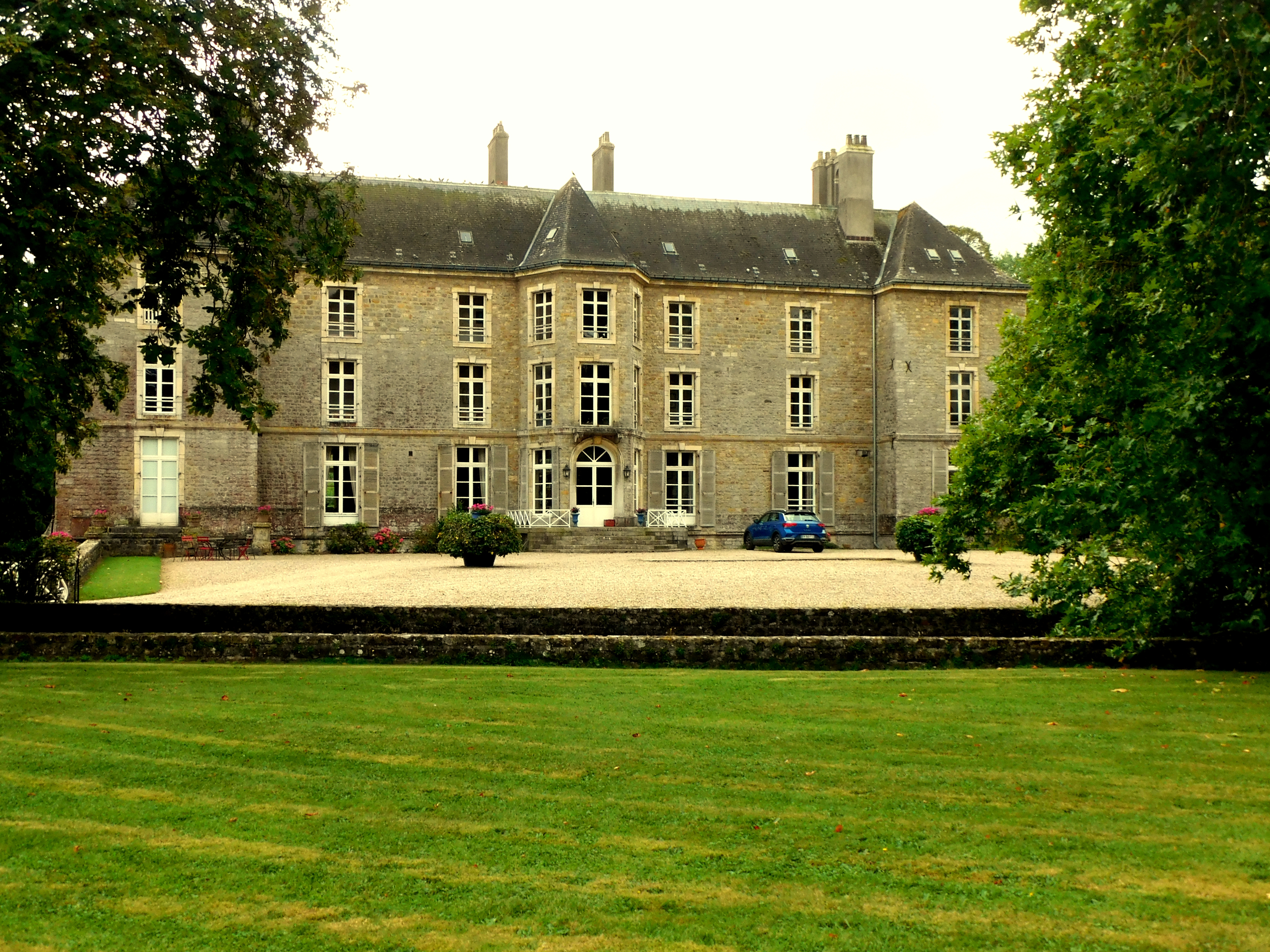
chateau Moulin Souverain
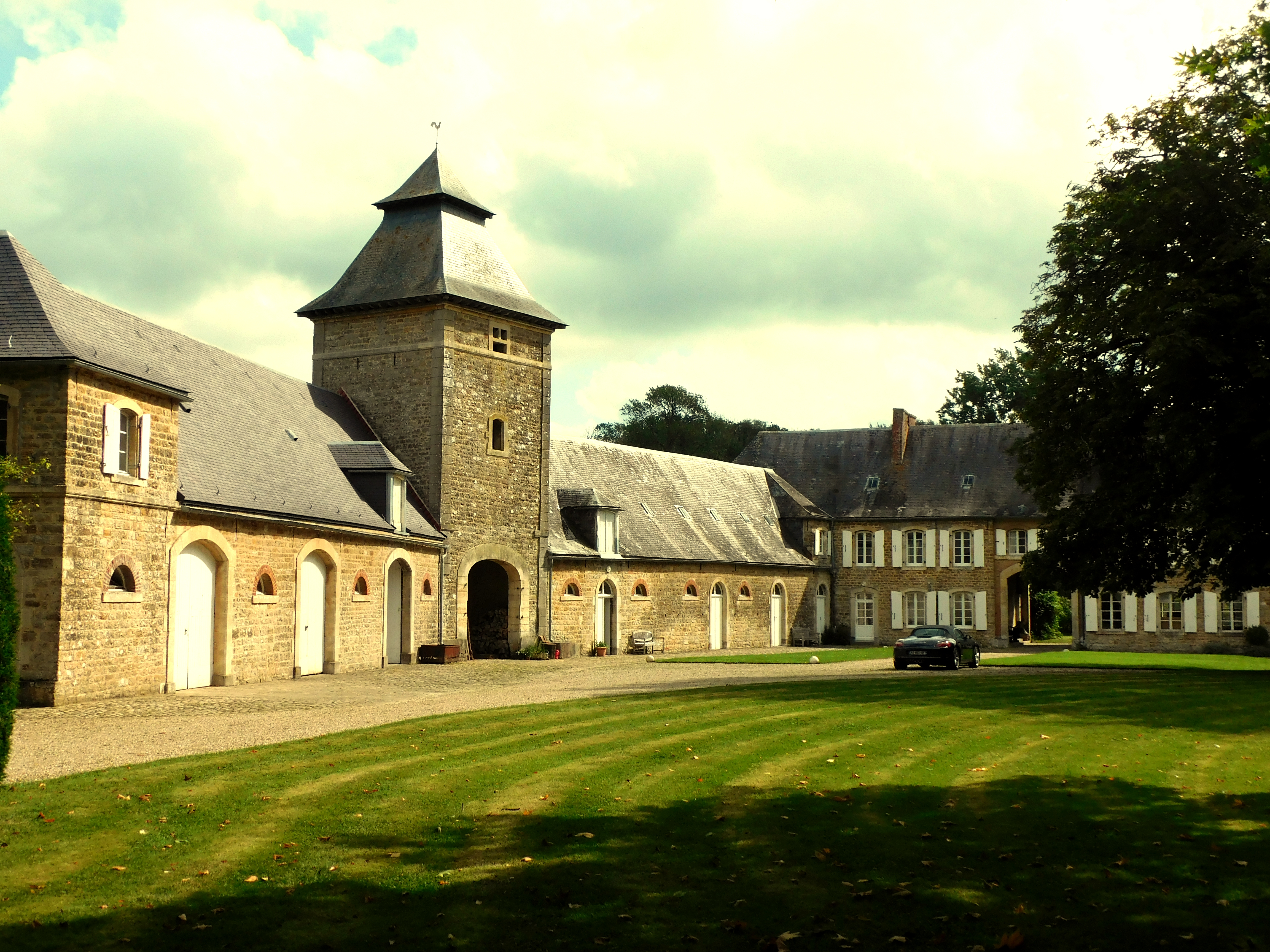
chateau Moulin Souverain
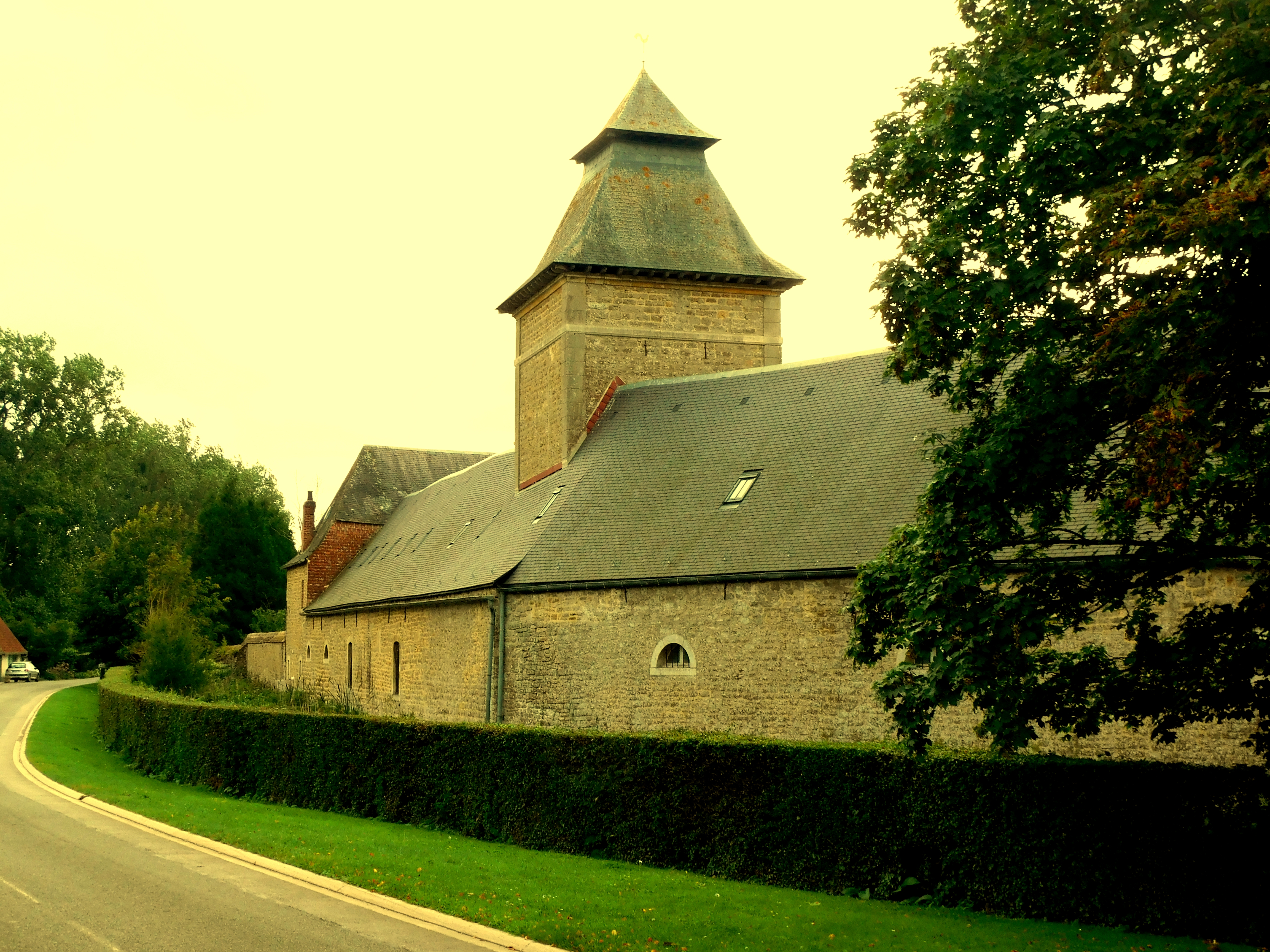
chateau Moulin Souverain
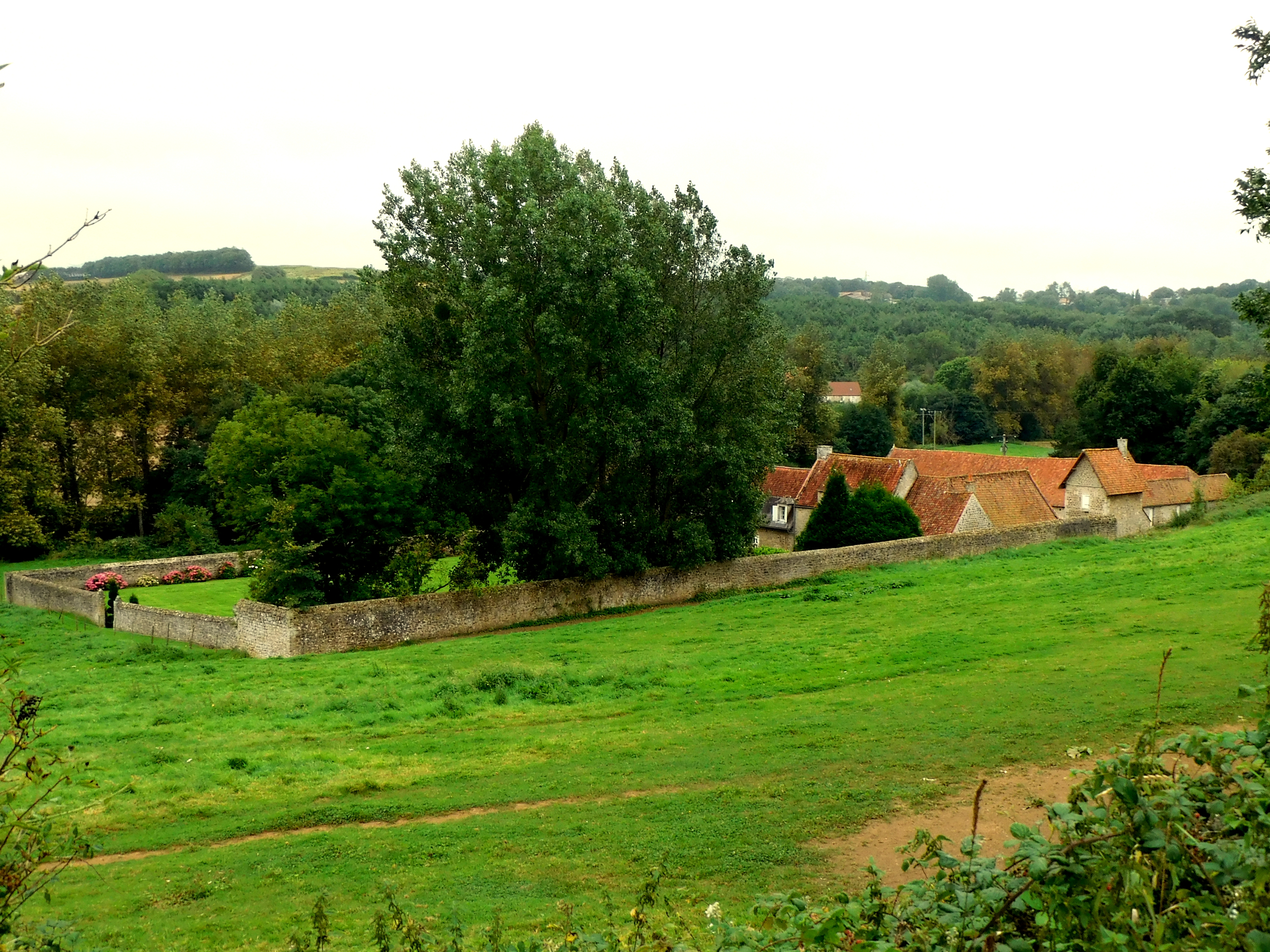
Le Lucquet